# La plaza de La 1
La plaza de La 1 fue un programa de televisión producido por RTVE para su emisión en La 1. El formato, presentado por Jordi González, analizaba la actualidad en la franja vespertina. Se estrenó el 27 de septiembre y fue retirado el 6 de octubre de 2023 debido a sus bajas audiencias tras solo 8 emisiones de las 70 previstas.

## Formato
La plaza de La 1 fue un talk show que contaba con una mesa de análisis de la actualidad y de los temas de interés sociedad, compuesta únicamente por mujeres procedentes de diferentes ámbitos de la vida social y cultural.

## Equipo

### Presentador
| Presentadores  | Información | Logo de La 1 |
| Presentadores  | Información | 2023         |
| -------------- | ----------- | ------------ |
| Jordi González | Presentador |              |

### Colaboradoras
| Colaboradora       | Información                                        | Logo de La 1 |
| Colaboradora       | Información                                        | 2023         |
| ------------------ | -------------------------------------------------- | ------------ |
| Terelu Campos      | Comunicadora y colaboradora de televisión          |              |
| Judit Mascó        | Modelo y presentadora                              |              |
| Marta Nebot        | Periodista                                         |              |
| Celia Villalobos   | Expolítica                                         |              |
| Ana Bernal Triviño | Periodista e investigadora                         |              |
| Norma Duval        | Vedette, actriz y presentadora                     |              |
| Mariló Montero     | Presentadora de televisión                         |              |
| Joana Bonet        | Escritora y periodista                             |              |
| Juncal Rivero      | Modelo, presentadora y actriz                      |              |
| Samanta Villar     | Periodista, escritora y presentadora de televisión |              |
| Marta Robles       | Periodista y escritora                             |              |
| Marisol Galdón     | Escritora y comunidadora                           |              |
| Cristina Fernández | Periodista                                         |              |
| Silvia Tarragona   | Periodista                                         |              |
| Inés Hernand       | Presentadora de televisión                         |              |
| Mabel Lozano       | Actriz y cineasta                                  |              |

## Audiencias
| Temporada | Episodios | Estreno                  | Final                | Audiencia    | Audiencia |
| Temporada | Episodios | Estreno                  | Final                | Espectadores | Cuota     |
| --------- | --------- | ------------------------ | -------------------- | ------------ | --------- |
| 1.ª       | 8         | 27 de septiembre de 2023 | 6 de octubre de 2023 | 456 000      | 6,6%      |

### Primera temporada (2023)
| N.º (serie) | N.º (temp.) | Fecha de emisión         | Audiencia    | Audiencia |
| N.º (serie) | N.º (temp.) | Fecha de emisión         | Espectadores | Cuota     |
| ----------- | ----------- | ------------------------ | ------------ | --------- |
| 1           | 1           | 27 de septiembre de 2023 | 563 000      | 7,8%      |
| 2           | 2           | 28 de septiembre de 2023 | 526 000      | 7,6%      |
| 3           | 3           | 29 de septiembre de 2023 | 420 000      | 6,1%      |
| 4           | 4           | 2 de octubre de 2023     | 444 000      | 6,5%      |
| 5           | 5           | 3 de octubre de 2023     | 378 000      | 5,4%      |
| 6           | 6           | 4 de octubre de 2023     | 449 000      | 6,8%      |
| 7           | 7           | 5 de octubre de 2023     | 399 000      | 6,1%      |
| 8           | 8           | 6 de octubre de 2023     | 470 000      | 6,9%      |